# Parigi-Camembert 2012
La Parigi-Camembert 2012, settantatreesima edizione della corsa e valida come evento del circuito UCI Europe Tour 2012 categoria 1.1, fu disputata il 10 aprile 2012, per un percorso totale di 206,5 km. Fu vinta dal francese Pierre-Luc Périchon, al traguardo con il tempo di 4h47'34" alla media di 43,08 km/h.
Al traguardo 95 ciclisti portarono a termine il percorso.

## Ordine d'arrivo (Top 10)
| Pos. | Corridore           | Squadra      | Tempo    |
| ---- | ------------------- | ------------ | -------- |
| 1    | Pierre-Luc Périchon | VC La Pomme  | 4h47'34" |
| 2    | Cyril Bessy         | Saur-Sojasun | s.t.     |
| 3    | Jean-Marc Bideau    | Bretagne     | s.t.     |
| 4    | Geoffroy Lequatre   | Bretagne     | a 6"     |
| 5    | Steven Caethoven    | Accent.jobs  | s.t.     |
| 6    | Stijn Neirynck      | Topsport Vl. | s.t.     |
| 7    | Anthony Charteau    | Europcar     | s.t.     |
| 8    | Jean-Marc Marino    | Saur-Sojasun | s.t.     |
| 9    | Evert Verbist       | Accent.jobs  | s.t.     |
| 10   | Sébastien Minard    | AG2R La Mon. | s.t.     |